# Luiz Gustavo
Luiz Gustavo (* 23. Juli 1987 in Pindamonhangaba; voller Name Luiz Gustavo Dias) ist ein brasilianischer Fußballspieler, der seit 2016 auch die deutsche Staatsangehörigkeit besitzt. Er spielt hauptsächlich im defensiven Mittelfeld, wird aber teils auch als Innenverteidiger eingesetzt.

## Karriere

### Vereine
In seiner Jugend spielte Luiz Gustavo beim Universal FC Rio Largo, bis er im Januar 2007 zum SC Corinthians Alagoano, einem unterklassigen Verein aus Maceió, der Hauptstadt des nordöstlichen brasilianischen Bundesstaates Alagoas, wechselte. Bereits im Mai 2007 wurde er für zwei Monate an den brasilianischen Zweitligisten Clube de Regatas Brasil ausgeliehen.

#### TSG 1899 Hoffenheim
Unmittelbar nach dem Ablauf der Leihfrist wurde Luiz Gustavo zum Beginn der Saison 2007/08 an den deutschen Zweitligisten TSG 1899 Hoffenheim weiter verliehen. Für die TSG debütierte er am 5. Spieltag beim Heimsieg gegen den VfL Osnabrück. Am 1. April 2008 nahm die TSG 1899 Hoffenheim eine im Leihvertrag enthaltene Kaufoption wahr, woraufhin Luiz Gustavo einen Dreijahresvertrag erhielt.
Nach seiner ersten Saison in Deutschland stieg er mit dem Team als Tabellenzweiter in die Bundesliga auf. Für einen Negativrekord sorgte Luiz Gustavo, als er –saisonübergreifend mit der Saison 2008/09 und 2009/10 – vier Platzverweise (davon drei Gelb-Rote Karten) und 15 Gelbe Karten erhielt. Sein erstes Tor (mit dem er der 3000. Torschütze in der Bundesligageschichte wurde) erzielte er am 18. September 2010 (4. Spieltag) beim 2:2-Unentschieden im Auswärtsspiel gegen den 1. FC Kaiserslautern. Große Aufmerksamkeit erlangte sein Transfer im Januar 2011 zum FC Bayern München, da er ohne das Wissen des Hoffenheimer Trainers Ralf Rangnick erfolgte. Rangnick und der Verein trennten sich innerhalb weniger Tage nach Bekanntwerden des Transfers.

#### FC Bayern München und VfL Wolfsburg

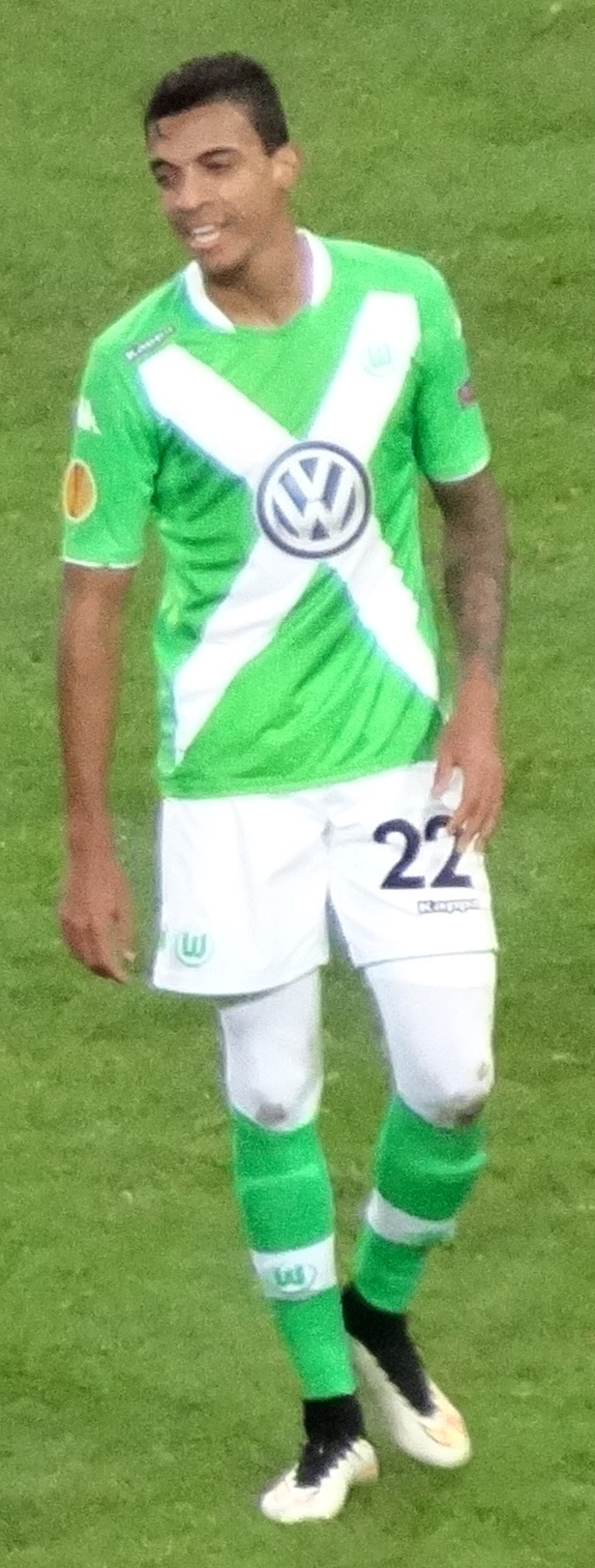
Luiz Gustavo beim VfL Wolfsburg (2014)

Am 15. Januar 2011 (18. Spieltag) gab Luiz Gustavo beim 1:1-Unentschieden im Auswärtsspiel gegen den VfL Wolfsburg sein Debüt für den FC Bayern München. In der Saison 2012/13 gewann er das erste Mal die deutsche Meisterschaft und die Champions League. Das DFB-Pokal-Finale blieb ihm verwehrt, da er zeitgleich der Verpflichtung des brasilianischen Verbandes, die Abstellung für die A-Nationalmannschaft im Rahmen des Confed-Cups, nachkommen musste.
Zur Saison 2013/14 wechselte Luiz Gustavo zum Ligakonkurrenten VfL Wolfsburg und unterzeichnete einen bis 30. Juni 2018 gültigen Vertrag. Für den Verein kam er am 17. August 2013 (2. Spieltag) beim 4:0-Sieg im Heimspiel gegen den FC Schalke 04 zum Einsatz. Nach dem erfolgreichen Debüt erlebte Luiz Gustavo einen Rückschlag; er erhielt zwei Platzverweise. Am 24. August 2013 (3. Spieltag) sah Luiz Gustavo die Gelb-Rote Karte für ein taktisches Foul am Mainzer Stürmer Nicolai Müller. Nachdem er seine Sperre abgesessen hatte, erhielt er am 5. Spieltag wiederum einen mit gelb-rot geahndeten Feldverweis. Sein erstes Bundesligator für den VfL Wolfsburg erzielte er am 20. Oktober 2013 mit dem 2:1-Siegtreffer im Auswärtsspiel gegen den FC Augsburg.
Im Sommer 2015 wurde Luiz Gustavo vom Kicker-Sportmagazin in die Rangliste des deutschen Fußballs zum drittbesten defensiven Mittelfeldspieler der deutschen Bundesliga gewählt und seine fußballerischen Leistungen mit „Internationale Klasse“ ausgezeichnet. In der UEFA Champions League 2015/16 trug er als Stammspieler, wo er bis auf einige Spiele in der Gruppenphase aufgrund einer Verletzung verpasste, zum bisherigen größten Erfolg in der Europapokal-Geschichte vom VfL Wolfsburg bei. Wo die Wolfsburger erstmals das Viertelfinale der UEFA Champions League und einen Viertelfinal-Hinspielsieg erreichten gegen den späteren Turniersieger Real Madrid. Außerdem gewann er mit dem VfL Wolfsburg den DFB-Pokal.

#### Stationen in Mittelmeeranrainerstaaten

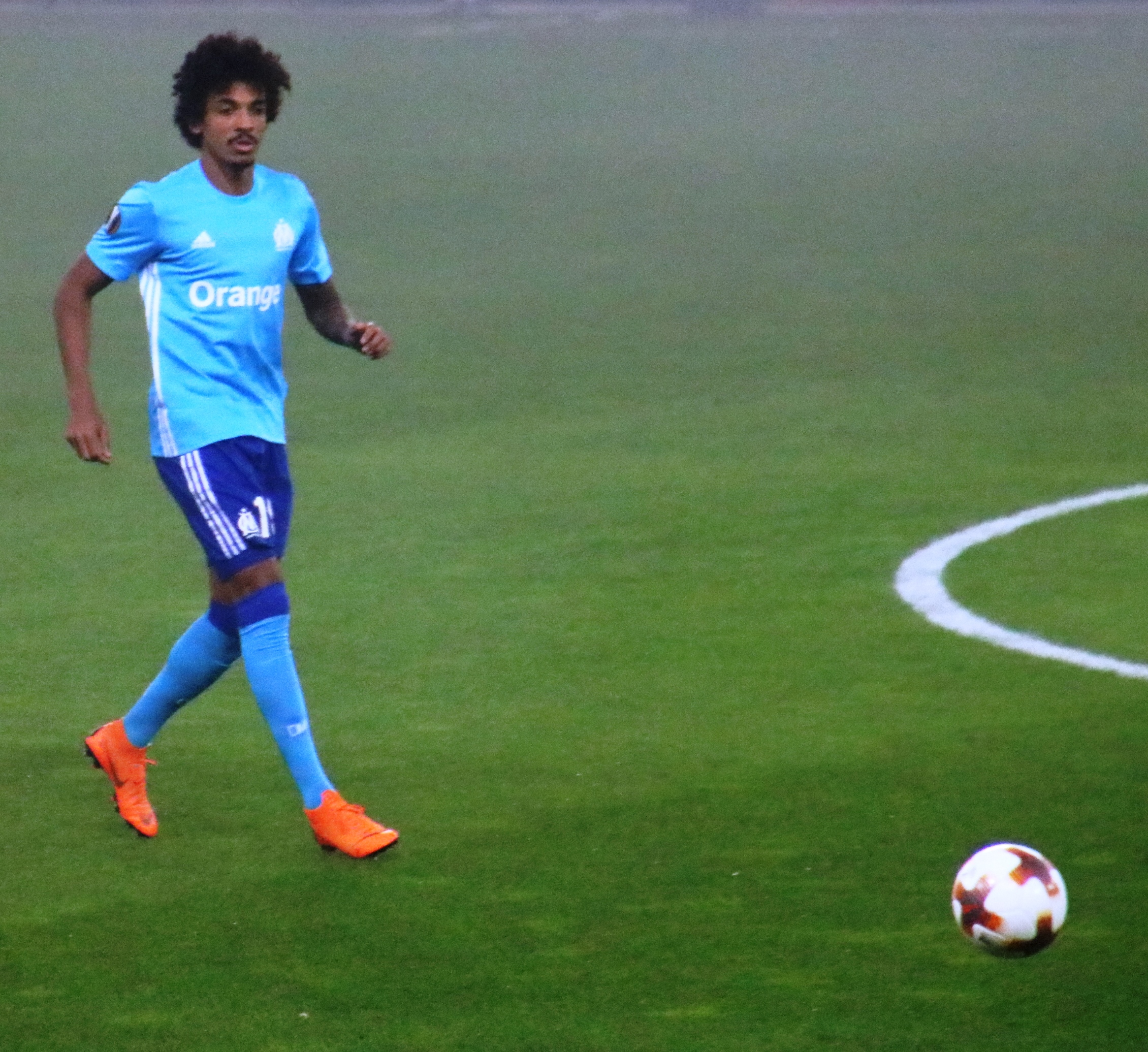
Luiz Gustavo im Einsatz für Olympique Marseille (2018)

Am 4. Juli 2017 wurde Gustavos Wechsel zum französischen Verein Olympique Marseille verkündet. Nach zehn Jahren in Deutschland ging er zur Saison 2017/18 in die Ligue 1. Mit den Südfranzosen drang der Brasilianer in der UEFA Europa League bis ins Finale vor, wo Olympique Marseille gegen Atlético Madrid verlor. Dies war die erste Teilnahme der Südfranzosen an einem europäischen Endspiel seit der Finalteilnahme 2004 im damaligen UEFA-Pokal. Luiz Gustavo stand bei jeder der Partien bis zum Finale in Décines-Charpieu bei Lyon, wo Olympique Lyon seine Heimspiele austrägt, in der Startformation. Dafür wurde er von den technischen Beobachtern der UEFA zu den „wichtige[n]“ defensiven Leistungsträgern von Olympique Marseille gezählt und schließlich in den 18-köpfigen „Kader der UEFA Europa League 2017/18“ aufgenommen. Gustavo gehörte leistungstechnisch den Top-10-Spielern der Saison an. In der Liga qualifizierte sich Olympique Marseille als Vierter erneut für die Europa League, konnte allerdings nicht an die Leistungen der vergangenen Saison anknüpfen und schied als Gruppenletzter aus. Auch in der folgenden Saison war Luiz Gustavo Stammspieler, ohne in jedem Spiel zum Einsatz zu kommen.
Am 2. September 2019 wechselte Luiz Gustavo, nachdem er noch dreimal für Olympique Marseille in der Ligue 1 2019/20 zum Einsatz gekommen war, zum türkischen Erstligisten Fenerbahçe Istanbul. In der Saison 2020/21 stieg er beim Fenerbahçe zu den Mannschaftsführern auf.
Zum Januar 2024 wechselt er zum FC São Paulo.

### Nationalmannschaft
Luiz Gustavo gab am 10. August 2011 sein Debüt für die „Seleção“, als er bei der 2:3-Niederlage im Test-Länderspiel gegen die Auswahl Deutschlands in der 86. Spielminute für Ramires eingewechselt wurde. Sein erstes Länderspieltor erzielte er am 7. September 2013 in Brasília beim 6:0-Sieg im Testspiel gegen die Auswahl Australiens mit dem Treffer zum Endstand in der 83. Minute.

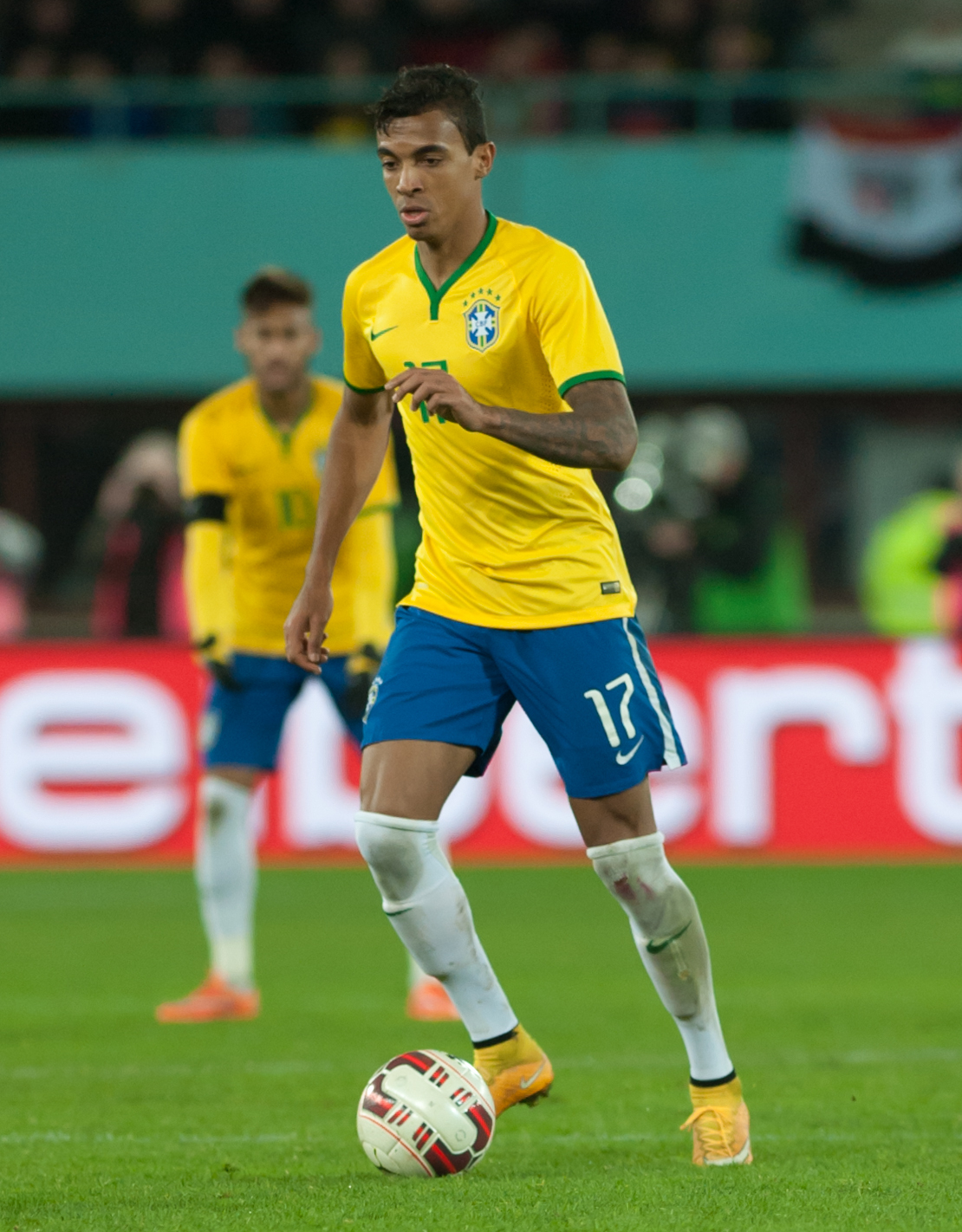
Luiz Gustavo im Trikot der Nationalmannschaft (2014)

Am 8. Mai 2014 wurde er vom brasilianischen Nationaltrainer Luiz Felipe Scolari in den WM-Kader berufen. Hier war Luiz Gustavo Stammspieler und bildete mit Paulinho bzw. Fernandinho die Doppelsechs. Brasilien wurde bei diesem Turnier Vierter. Die Copa América 2015 verpasste Luiz Gustavo hingegen wegen eines Außenmeniskuseinrisses. Sein bisher letztes A-Länderspiel bestritt er im Mai 2016 gegen Panama vor der Copa América Centenario 2016, wo er später vom Nationaltrainer Carlos Dunga nicht in den Turnierkader berufen wurde.

## Erfolge und Auszeichnungen

### Nationalmannschaft
- Confed-Cup-Sieger: 2013

### Vereine
Hoffenheim
- Aufstieg in die Bundesliga: 2008

Bayern München
- DFL-Supercup-Sieger: 2012
- Champions-League-Sieger: 2013
- Deutscher Meister: 2013
- DFB-Pokal-Sieger: 2013

VfL Wolfsburg
- DFB-Pokal-Sieger: 2015
- DFL-Supercup-Sieger: 2015

São Paulo
- Supercopa do Brasil: 2024

### Auszeichnungen
- Ernannt von der UNFP in die beste Elf der Ligue 1: 2017/18[20]
- Ernannt von der UEFA in den Kader der UEFA Europa League: 2017/18

## Sonstiges
Neben seiner brasilianischen Staatsbürgerschaft erwarb Gustavo im Juni 2016 auch die deutsche Staatsangehörigkeit.
Mit insgesamt acht Platzverweisen (eine Rote, sieben Gelb-Rote Karten) ist er neben Jens Nowotny der Spieler, der in der Bundesliga am häufigsten des Feldes verwiesen wurde.